# Cooper Willsey
Cooper Willsey, né le 18 avril 1997 à Hinesburg, est un coureur cycliste américain, spécialiste du cyclo-cross.

## Biographie
En 2015, Cooper Willsey s’impose sur la deuxième étape du Tour de l'Abitibi, disputée sous des conditions météorologiques dantesques, en réglant au sprint son compagnon d'échappée Adrien Costa. Il conclut cette même épreuve à la septième place du classement général.

## Palmarès en cyclo-cross
- 2016-2017
  - 2e du championnat des États-Unis de cyclo-cross espoirs
- 2017-2018
  -  Médaillé de bronze du championnat panaméricain de cyclo-cross espoirs
- 2018-2019
  -  Médaillé de bronze du championnat panaméricain de cyclo-cross espoirs

## Palmarès sur route

### Par année
- 2014
  - 3e étape de la Green Mountain Stage Race juniors
  - 3e de la Green Mountain Stage Race juniors
- 2015
  - 2e étape du Tour de l'Abitibi
- 2019
  - 2e du championnat des États-Unis sur route espoirs

### Classements mondiaux
| Année            | 2018 | 2019 |
| ---------------- | ---- | ---- |
| UCI America Tour | 485e | 225e |